# 2008年夏季奥林匹克运动会筹备工作
2008年夏季奥林匹克运动会筹备工作在中国共产党和中央政府直接参与下，北京市政府、北京奥组委为之使用了近乎无限的资源。2007年中共十七大召开以后，中共中央更是在2008年1月成立了比北京奥组委级别更高的北京奥运会、残奥会筹备工作领导小组，由新任中共中央政治局常委、中共中央书记处书记习近平担任组长，时任中共中央政治局常委、中共中央政法委书记周永康和中共中央政治局委员、中共北京市委书记刘淇担任副组长。

## 基礎設施建設

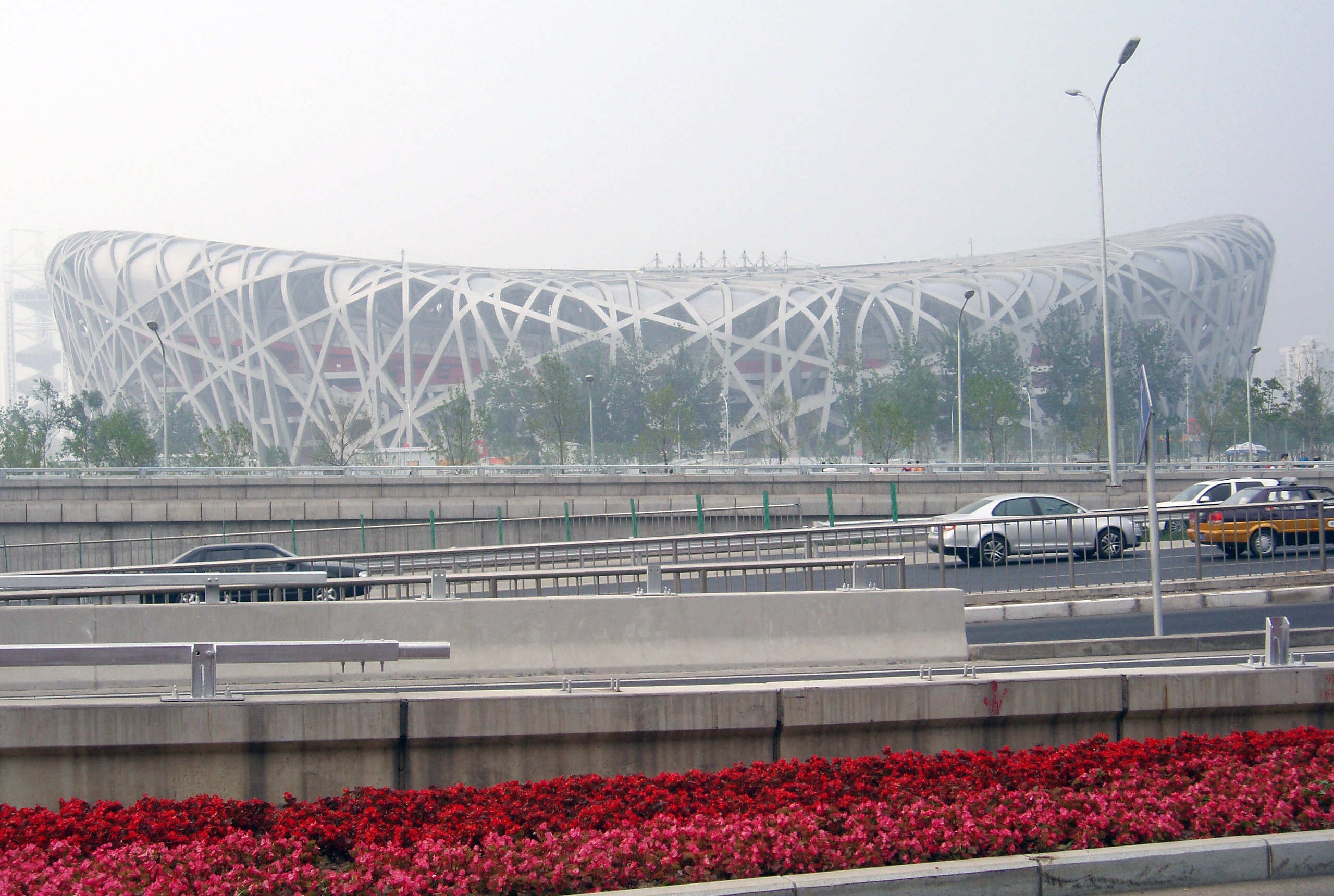
开闭幕式体育场，国家体育中心（「鸟巢」）

### 交通
北京預備重點改善城市交通，包括擴大公共交通網絡，增加停車設施與城市道路，預計到奧運會期間要增加、改建道路總公里數達318公里。此外，北京首都国际机场將增加1條跑道，1座候機樓和44個停機坪。城市鐵道交通方面，將增加2條地鐵和1條輕軌鐵路，整個在改善城市交通方面的總投資就可能達到900億人民幣。除此以外，北京會開闢長200多公里的專用車道以連接各比賽場館和奥运村，確保各國或地區的官員、運動員、裁判、記者等能及時抵達目的地，使賽事能準時地展開。

### 環境與通訊
利用主辦奧運會的契機，北京還大力將令人擔憂的城市環境狀況改善，包括建設120平方公里的綠化隔離帶，搬遷治理200家污染企業，降低市區工業用地比例。在信息通讯方面還需要建成為奧運會服務的光纖網絡、數字寬帶、海底光纜和數字化衛星電視系統等。北京還承諾在2008年奧運會時提供3G網絡。
同時，中共北京市委和市政府於奧運期間會按國際慣例，免除外國記者的签证、攝影器材關稅等安排，也無需由官方單位陪同下在華採訪、不必向外事部門申請下到各省採訪，以令媒體可以提供優質和便捷的服務。另外，亦有消息称，中国政府正在讨论是否在奥运会期间放宽对国外网站的屏蔽。

### 奥运工程
2008年，英国广播公司报导，奥运工程建设中，已经有10人死亡。2月2日，星期六，中国国家安全生产监督管理总局新闻发言人黄毅表示，奥运工程施工中发生了6起事故，有6人遇难，但没有瞒报情况。这些事故主要是高空坠落致死。

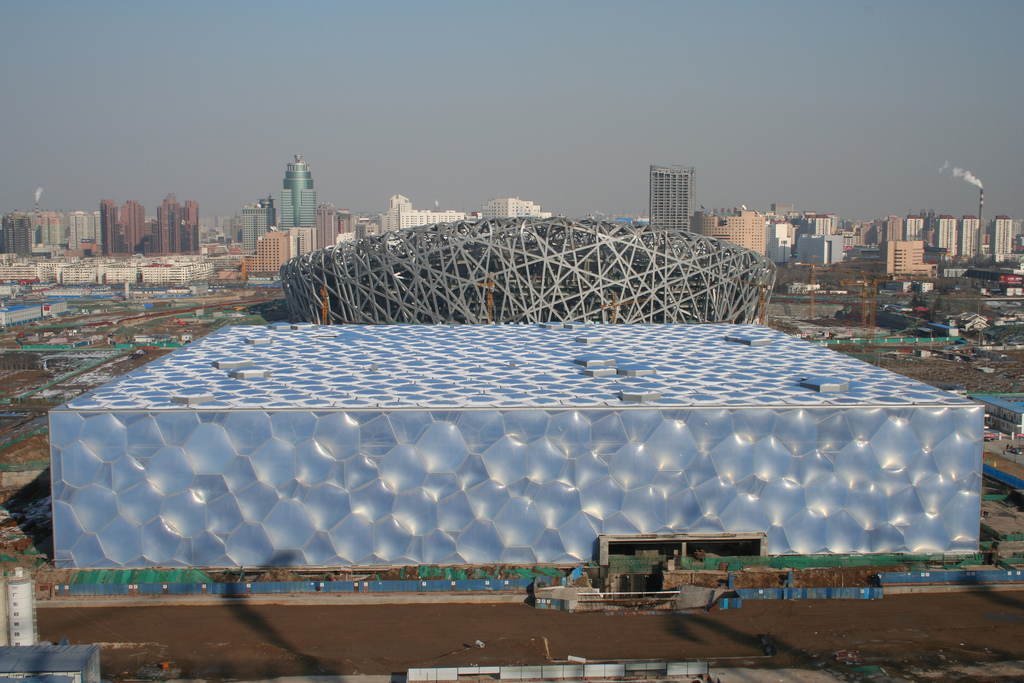
後方為「鸟巢」，前方則為奥运会游泳馆（「水立方」）

## 立法
2006年4月10日，北京下達了第一批約70項「奧運立法」的需求，即將制訂有針對性的相關法律。北京市勞動保障局稱，為了保證賽事順利舉行，在奧運會舉辦期間將以安排市民放假的形式，進行停工、停課、停業等安排，通过減少北京市民的出行機會，以期缓解道路交通状况。
此外，奧運立法的內容還將包括：
- 奧運會期間對出入中國國境的人員進行嚴格管制；
- 對出入北京的外地中國公民進行「流動人口數量管理」，即限制外地人進京，並「勸返」在京的外地人；
- 禁止以奧運會比賽進程及結果進行賭博；
- 對北京機動車實行分流和交通管制；
- 限制外地機動車在奧運會期間進入北京；
- 奧運會期間對流浪人員、乞討人員、精神病患者在京流動的管理；
- 對中國和外國非政府組織的管制，以及對遊行示威活動的管制；
- 配合奧運會餐飲服務的需求，制訂食品衛生標準。

在交通管理方面，北京市五環路以內的道路，在奧運會開幕式及比賽期間，機動車單雙號出行；擴大貨運機動車禁行範圍；奧運會場館周邊的部分道路實行禁行、限行措施；劃設奧運專用路線道路並制定使用規範，採取臨時交通管制的應急措施。此外奧運會期間將限制外埠車輛進京，提高外地車輛的進京條件。對未取得進京證的車輛進入北京市區的，按照違反禁行規定處理。此外，根據國際奧委會與世界衛生組織簽訂的無煙奧運協議，奧運會期間也將把體育場列為禁煙區，同時還要盡可能擴大禁煙場所的範圍。

## 人口審查
中国政府頒布了《第29屆北京奧運會人口審查管理工作方案》，宣称将在2007年8月1日至此屆奧運會結束前，進行為期一年多的人口管理審查工作，澄清常住人口、暫住人口、人戶分離人員、外國人和外出人員及出租房屋的底數，希望做到底數清、情況明，全面掌握重點人口、監督管理對像和納入視線管理人員的各種情況底數，建立和完善包括工作對像在內的實有人口信息系統建設。
另外，北京方面也对国内其他部分地区的民众进入北京等奥运赛区城市进行身份核实。如进行实名登记，也有些地方政府要求民众开具无犯罪记录证明等。